# Androprosopa bispicula
Androprosopa bispicula är en tvåvingeart som beskrevs av Wagner och Björn Rulik 2008. Androprosopa bispicula ingår i släktet Androprosopa, och familjen mätarmyggor.
Artens utbredningsområde är Italien. Inga underarter finns listade i Catalogue of Life.